# 에지마

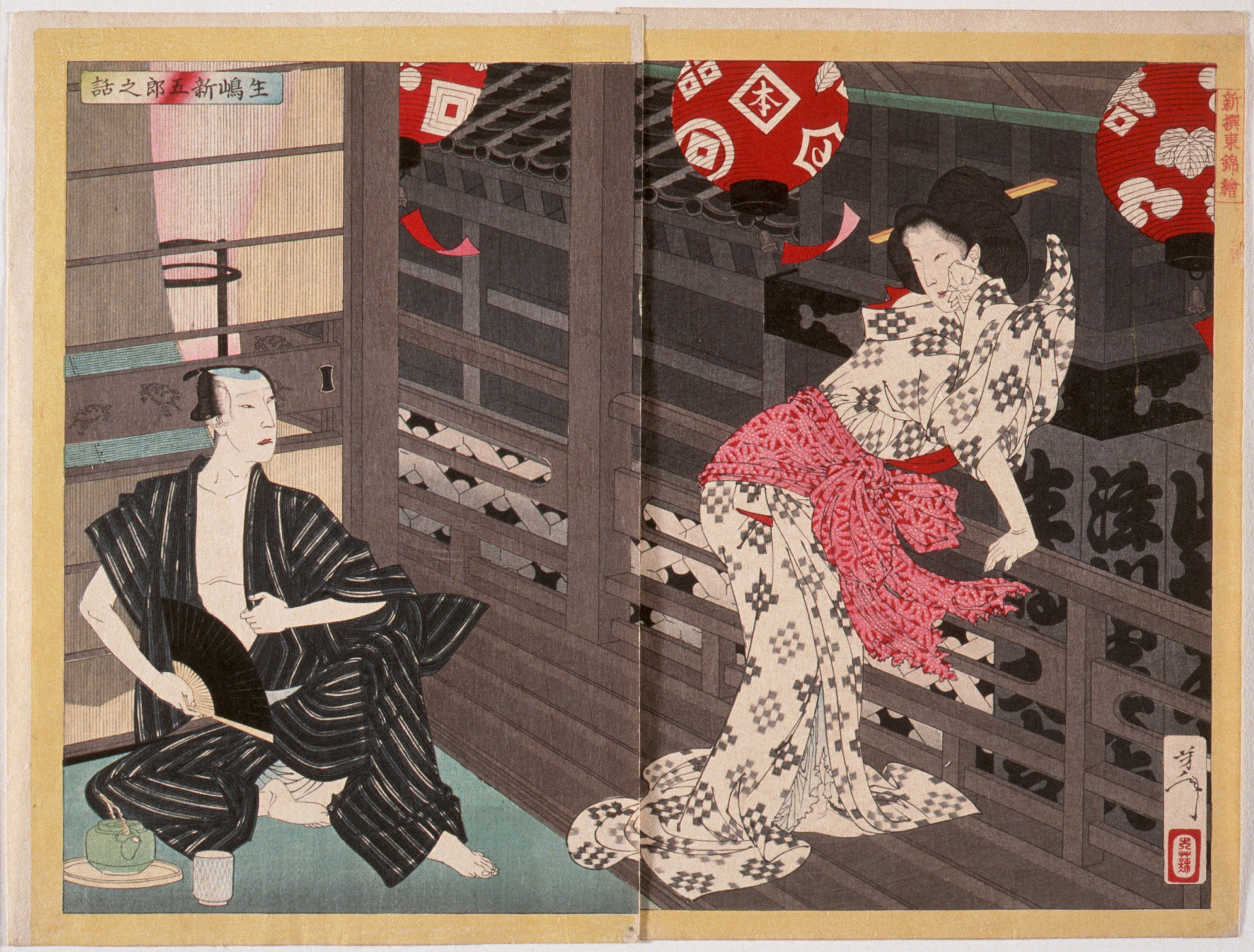

에지마(일본어: 絵島, 1681년 ~ 1741년 5월 24일)는 에도 시대 중기 오오쿠의 고위시녀로 에지마·이쿠시마 사건(江島生島事件)의 중심 인물이다.

## 생애
원래는 도쿠가와 종가의 분가인 고후 도쿠가와 가를 섬겼으나 도쿠가와 이에노부의 쇼군 취임을 계기로 오오쿠에 들어오게 된다. 이에노부의 측실이자 도쿠가와 이에쓰나의 생모인 오기요노가타(후의 겟코인)의 오른팔이 되어 오오쿠의 공무 전반을 틍괄하는 권력을 누리게 되었다. 1714년 겟코인의 명으로 도쿠가와 이에노부의 묘소를 참배하고 돌아오는 길에 가부키를 보다가 귀가시간을 어긴 일로 심문을 받는다. 가부키 배우인 이쿠시마 신고로와의 밀회를 의심받아 사형을 언도받았지만 겟코인의 탄원으로 감형되어 귀향을 처분받았다. 에지마의 오빠인 시라이 헤이우에몬 가쓰마사(白井平右衛門勝昌)은 연대책임을 지고 할복 자살, 남동생은 추방의 처분을 받았다.

## 관련 작품
이 때의 일은 2006년 나카마 유키에, 니시지마 히데토시 주연으로 영화화(오오쿠 (2006년 영화))되었다. 이 외에도 역사 드라마에 자주 등장하는 인물로, 1995년의 8대 장군 요시무네에도 (아베 시즈에 분)등장했다.